# Ulsnæs Sogn
Ulsnæs Sogn (på tysk Kirchspiel Ulsnis) er et sogn i det sydlige Angel i Sydslesvig i Slis Herred (Gottorp Amt), nu i kommunerne Stenfelt og Ulsnæs i Slesvig-Flensborg Kreds i delstaten Slesvig-Holsten.
I Ulsnæs Sogn findes flg. stednavne:
- Affergynt (Affegünt)
- Brendsdige (også Brensdige, Bremsdieck)
- Bredbølskov (Brebelholz)
- Dalager (Dallacker)
- Dytnæs (Dutnis)
- Gundeby (Gunneby)
- Hagab
- Hestoft
- Høgmølle
- Høgmose
- Kalkær el. Kallekjær (Kalkjer)
- Kallekjærgaard
- Kirkeskov
- Kjus (Kius) med Kjus Skov
- Kjusbæk
- Kjusvej
- Knabretmark (Knapperfelt)
- Krog
- Langholt
- Skovkær (Schukjer)
- Smedeland
- Stenfelt
- Trebjerg (Treberg)
- Ulsnæs (Ulsnis)
- Vakkerød (Wackerade)